# گادسان کیره مه
گادسان کیره مه (انگلیسی: Godson Kyeremeh؛ زادهٔ ۱۴ ژوئن ۲۰۰۰) بازیکن فوتبال است.
از باشگاه‌هایی که در آن بازی کرده‌است می‌توان به باشگاه فوتبال کان اشاره کرد.